# Комсомольское озеро (пруд, Минск)
Комсомо́льское о́зеро (бел. Камсамольскае возера) — пруд в северо-западной части Минска, образованный плотиной на реке Свислочь.

## Характеристика
Входит в состав Вилейско-Минской водной системы.
Площадь водоёма 0,42 км², длина 1,5 км, ширина до 400 м, средняя глубина 1,9 м (максимальная — 4,5 м).

## История
Строительство было начато в 1940 году с целью недопущения затопления Минска во время весенних паводков. Котлован под Комсомольское озеро площадью 35 га был выкопан вручную.
Торжественное открытие Комсомольского озера намечалось в воскресенье 22 июня 1941 года, но было сорвано из-за начала войны.
В 1974 году были проведены очистка и углубление водоёма. В 2010 году проведена реконструкция Комсомолького озера и прилегающего Парка Победы. Набережная Комсомольского озера отделана гранитом, а в акватории построен фонтан.